# Titcoin
Titcoin (Simbolo: TIT) è una criptovaluta peer-to-peer ed è derivata dal codice sorgente di bitcoin con modifiche chiave al software che migliorano la velocità delle transazioni e i riaggiustamenti per difficoltà della rete.

## Storia
Titcoin è esclusivamente progettato e messo sul mercato per il settore dell'intrattenimento per adulti, in modo da permettere a chi acquista un prodotto o un servizio del genere di usufruirne senza che resti traccia della cronologia del pagamento nella sua carta di credito.
Titcoin è stata la prima criptovaluta completamente riconosciuta come forma legittima di valuta da un'organizzazione commerciale di un settore industriale. Nel gennaio 2014 ha ricevuto due nomine presso lo XBIZ Awards 2015 che premia quelle società che hanno giocato un ruolo essenziale nella crescita e nel successo dell'intrattenimento per adulti.

## Altre criptovalute per il settore dell'intrattenimento per adulti
| Nome         | Simbolo | Algoritmo        | Monete totali         | Tempo di creazione | Data di creazione | Data di lancio | Stato    |
| ------------ | ------- | ---------------- | --------------------- | ------------------ | ----------------- | -------------- | -------- |
| SexCoin      | SXC     | Scrypt           | 250 milioni           | 1 minuto           | May 28, 2013      | May 28, 2013   | Inattivo |
| WankCoin     | WKC     | SHA-256d         | 21 milioni            | 10 minutes         | Jan 10, 2014      | May 26, 2014   | Inattivo |
| TitCoin      | TIT     | SHA-256d         | 69 milioni            | 1 minute           | Jan 20, 2014      | Jun 21, 2014   | Attivo   |
| TittieCoin   | TTC     | Scrypt           | 5.6 miliardi          | 3 minutes          | Jan 27, 2014      | Jan 29, 2014   | Attivo   |
| GroinCoin    | GXG     | X11              | 512 milioni           | 2.5 minutes        | May 28, 2014      | May 28, 2014   | Inattivo |
| XXXCoin      | XXX     | Scrypt PoW + PoS | 50 milioni            | 30 secondi         | Jun 26, 2014      | Jul 27, 2014   | Attivo   |
| AnalCoin     | ANAL    | SHA-256d         | 150000 POW / 125% POS | 60 secondi         | Mar 13, 2015      | Mar 13, 2015   | Attivo   |
| DickCoin     | SMD     | Scrypt           | 69,7 milioni          | 10 secondi         | n/a               | Apr 26, 2014   | Finito   |
| FellatioCoin | BLO     | Scrypt           | 210 milioni           | 10 minuti          | n/a               | Jan 15, 2014   | Finito   |